# István Winchkler
István Winchkler von Winckelstein (auch István Winkler, * 11. Januar 1890 in Győr; † 20. Januar 1940 in Budapest) war ein ungarischer Jurist, Diplomat und Minister.

## Leben
Winchkler promovierte an der Universität in Budapest in Staats- und Rechtswissenschaften. Anschließend legte er das Richterexamen ab und erwarb später auch das Anwaltsdiplom. Ab 1919 arbeitete er als Diplomat in Wien und Paris und wurde 1933 zum Regierungskommissar für Außenhandel ernannt. Später wurde er Präsident des von ihm auf Anweisung der Regierung gegründeten Außenhandelsamts. Vom 2. September 1935 bis 12. Oktober 1936 war er im Kabinett von Gyula Gömbös Minister für Handel und Verkehr. Von 1935 bis 1936 war er als Mitglied der Nationalen Partei der Einheit (ung. Nemzeti Egység Pártja) Parlamentsabgeordneter für den Wahlkreis Gyöngyös.